# Szalejów Dolny
Szalejów Dolny est une localité polonaise de la gmina et du powiat de Kłodzko en voïvodie de Basse-Silésie.

## Notes et références

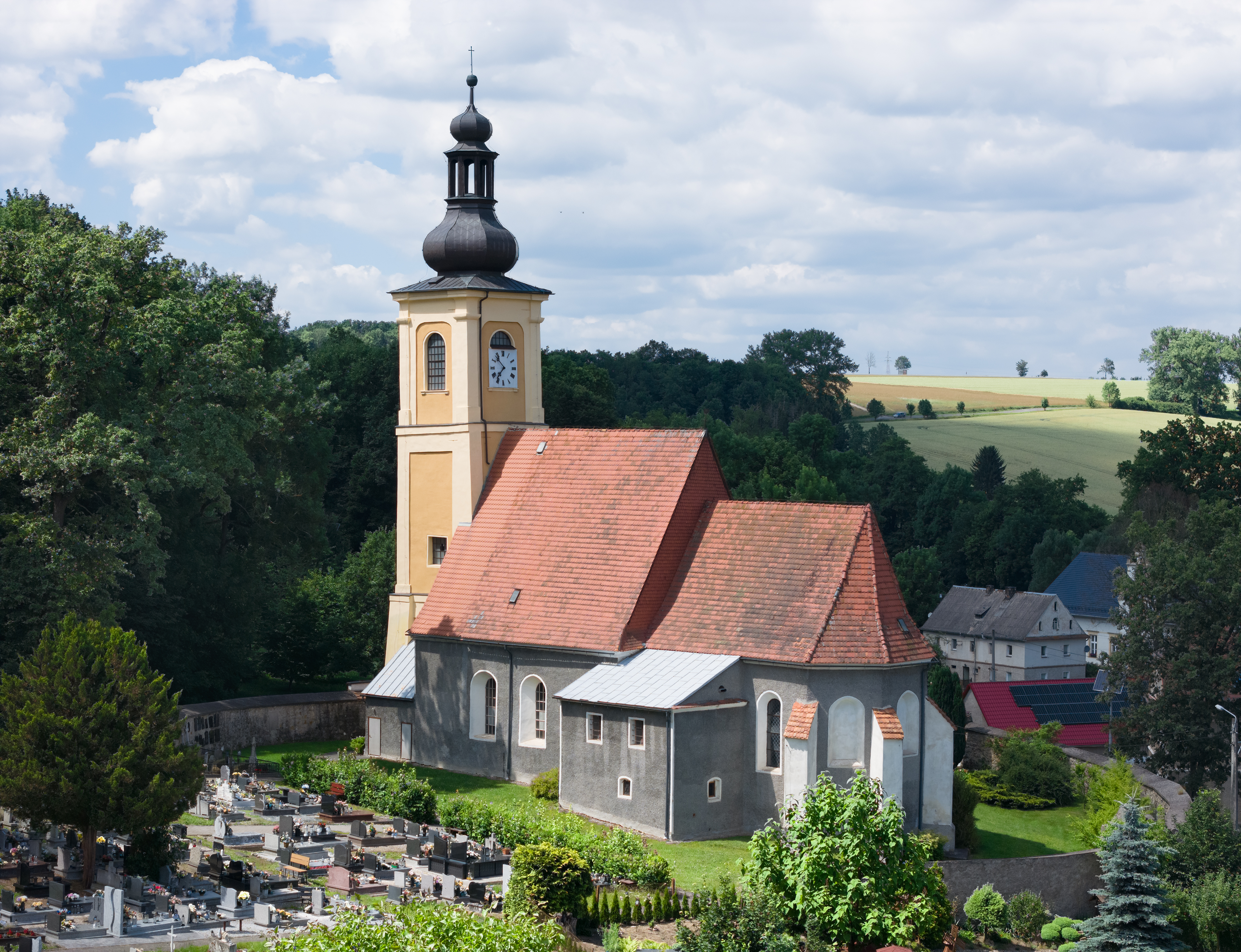